# 阿諾·阿圖爾·瓦赫曼
| 小行星1465 | 1938年3月20日  |
| 小行星1501 | 1938年10月20日 |
| 小行星1586 | 1939年2月13日  |

阿诺·阿瑟·瓦赫曼（德語：Arthur Arno Wachmann，1902年3月8日—1990年7月24日），德國天文學家，漢堡人。
瓦赫曼在基爾大學學習天文學，1926年以恆星自行的博士論文獲得學位。自1927年起任職於漢堡天文台，他和弗利德里希·卡尔·阿诺德·施瓦斯曼一起發現了周期彗星施瓦斯曼-瓦赫曼1號彗星、施瓦斯曼-瓦赫曼2號彗星和施瓦斯曼-瓦赫曼3號彗星。1969年退休，1990年逝世。
小行星1704以他的名字命名。